# Smash Hits
Pour les articles homonymes, voir Smash Hits (magazine).
Albums de The Jimi Hendrix Experience
Axis: Bold as Love
(1967) Electric Ladyland
(1968)
Smash Hits est la première compilation de The Jimi Hendrix Experience. Elle est sortie en 1968 en Angleterre et l'année suivante aux États-Unis.

## Présentation
La version anglaise comprend les faces A et B des quatre premiers singles du groupe qui ne sont pas incluses dans les albums d'origine. Seule Burning of the Midnight Lamp sera publiée en album quelques mois plus tard sur Electric Ladyland, et sa face B The Stars That Play With Laughing Sam's Dice réutilisée dans les albums posthumes. Pour les six autres chansons, il faudra attendre la réédition de l'album Are You Experienced en 1997 pour les trouver en pistes bonus, bien que certaines d'entre elles étaient déjà disponibles dans la version américaine d'origine. De plus, la compilation contient quatre chansons supplémentaires issues de l'album cité afin de compléter le disque pour une durée d'une quarantaine de minutes. Il n'y a pas de chanson issue du second album Axis: Bold As Love.

## Chansons
Toutes les chansons sont de Jimi Hendrix, sauf indication contraire.

### Version anglaise (avril 1968)
Face 1
1. Purple Haze – 2:52
2. Fire – 2:45
3. The Wind Cries Mary – 3:20
4. Can You See Me – 2:33
5. 51st Anniversary – 3:16
6. Hey Joe (Roberts) – 3:30

Face 2
1. Stone Free – 3:36
2. The Stars That Play With Laughing Sam's Dice – 4:21
3. Manic Depression – 3:42
4. Highway Chile – 3:32
5. Burning of the Midnight Lamp – 3:39
6. Foxy Lady – 3:18

The Stars That Play With Laughing Sam's Dice est une chanson inédite en album qui provient de la face B du single Burning of the Midnight Lamb (qui est lui aussi inédit sur album à l'époque, étant donné que Electric Ladyland où il y figure sortira dans quelques mois). Elle paraîtra en version remixé sur les albums posthumes Loose Ends et South Saturn Delta.

### Version américaine (juillet 1969)
Face 1
1. Purple Haze – 2:52
2. Fire – 2:45
3. The Wind Cries Mary – 3:20
4. Can You See Me – 2:33
5. Hey Joe (Roberts) – 3:30
6. All Along the Watchtower (Dylan) – 4:00

Face 2
1. Stone Free – 3:36
2. Crosstown Traffic – 2:19
3. Manic Depression – 3:42
4. Remember – 2:48
5. Red House – 3:50
6. Foxy Lady – 3:19

La prise de Red House qui figure sur Smash Hits n'est pas la même que celle d'Are You Experienced.

### Version française (Greatest Hits, 1969)
Albums de The Jimi Hendrix Experience
Electric Ladyland
(1968) Band of Gypsys
(1970)
1. Purple Haze – 2:37
2. The Wind Cries Mary – 3:20
3. Up from the Skies – 2:28
4. Stone Free – 3:35
5. Burning of the Midnight Lamp – 3:32
6. Hey Joe (Roberts) – 3:25
7. All Along the Watchtower (Dylan)  – 4:03
8. Foxy Lady – 3:13
9. Bold as Love – 4:10
10. Crosstown Traffic – 2:18
11. Highway Chile – 3:30
12. Fire – 2:34

La version française de la compilation intitulée Greatest Hits sort en 1969. Au dos de la pochette du vinyle figure la mention : Jimi Hendrix, Chant américain. Rééditée en 1975 sous le titre ambigu : Jimi Hendrix / 6 Greatest Hits, la compilation contient les mêmes douze morceaux dans l'ordre initial. Le 6 du titre qualifie en fait le numéro de l'album édité par Barclay et non le nombre de morceaux y figurant.

## Musiciens
- Jimi Hendrix – guitare, chant, guitare basse, piano
- Mitch Mitchell – batterie
- Noel Redding – guitare basse

## Charts et certifications
| Pays        | Durée du classement | Meilleur classement |
| ----------- | ------------------- | ------------------- |
| Allemagne   | 3 semaines          | 19e                 |
| Canada      | 19 semaines         | 3e                  |
| États-Unis  | 36 semaines         | 6e                  |
| Norvège     | 4 semaines          | 11e                 |
| Royaume-Uni | 25 semaines         | 4e                  |

| Pays        | Certification | Ventes      | Date       |
| ----------- | ------------- | ----------- | ---------- |
| États-Unis  | 2 × Platine   | 2 000 000 + | 13/10/1986 |
| Royaume-Uni | Argent        | 60 000 +    | 27/03/2013 |